# Maroa (municipalité)
Pour les articles homonymes, voir Maroa.
Maroa est l'une des sept municipalités de l'État d'Amazonas au Venezuela. Son chef-lieu est Maroa. En 2011, la population s'élève à 2 029 habitants.

## Géographie

### Subdivisions
La municipalité est divisée en 2 paroisses civiles depuis le 18 décembre 1997 avec chacune à sa tête une capitale (entre parenthèses) :
- Victorino (Victorino) ;
- Comunidad (Comunidad).